# Euxoa muelleri
Euxoa muelleri är en fjärilsart som beskrevs av Hänel 1920. Euxoa muelleri ingår i släktet Euxoa och familjen nattflyn. Inga underarter finns listade i Catalogue of Life.